# Pulls Marius
Pour un article plus général, voir Tricot norvégien.
Pulls Marius (norvégien : Mariusgenser) sont des pulls tricotés de style norvégien avec des motifs inspirés du pull traditionnel Setesdal ( norvégien : Setesdalsgenser), mais sans Luse, un type de motif. Alors que les pulls traditionnels utilisaient les couleurs naturelles de la laine de mouton - noir, gris, marron et blanc - les modèles de pulls Marius incorporent trois couleurs, les plus courantes étant le rouge, le blanc et le bleu, les couleurs du drapeau norvégien.

## Origine

### Paternité controversée
L'origine du pull a fait l'objet de controverses dans les médias,.  
- La créatrice Unn Søiland Dale dit qu'elle a conçu le modèle en 1953, influencé par les modèles de tricot norvégiens traditionnels trouvés dans le livre de 1929 Norske Strikkemønstre (modèles de tricot norvégiens) par Annichen Sibbern. Elle a vendu les droits légaux de distribution du patron tricoté à la main la même année à Sandnes Uldvarefabrik pour 100 couronnes norvégiennes[réf. souhaitée].

- Pour sa part, la créatrice Bitten Eriksen (no) dit qu'elle avait conçu le modèle à la fin des années 1920, également inspiré du livre de Sibbern, et qu'elle avait embauché au début des années 1950 des femmes qui tricotaient le pull à la main pour les vendre dans sa boutique. La belle-fille d'Eriksen, Bente Eriksen, a déclaré qu'elle était présente lorsque Dale a rendu visite à Bitten Eriksen pour apprendre le liage. Dale a fortement contesté la version de Bitten Eriksen, tout comme la fille de Dale, Vigdis Yran Dale (no), qui détient actuellement les droits sur le modèle pour la plupart des utilisations commerciales.

## Popularité

### Inspiré de la tradition et moderne
Tricoter à la main est populaire en Norvège. Le motif s’est inspiré de la tradition norvégienne du tricot, mais par ses couleurs, il est associé à quelque chose de moderne, jeune, plein d’entrain et sportif. 

### Pulls les plus populaires de Norvège
Le pull Marius est devenu le pull en tricot le plus connu de Norvège. Lorsqu'il a été lancé en 1953, plusieurs de facteurs ont contribué au succès qui semble faire de ce pull tricoté un intemporel de la mode norvégienne :
1. un designer ambitieux
2. des célébrités telles Stein et Marius Eriksen. Le prince héritier Harald V, devenu roi et Gro Harlem Brundtland font partie de ceux qui ont porté le pull en public[5].
3. un placement de produits judicieux et des canaux de communication appropriés[4].

L'expert en arts textiles Annemor Møst a estimé en 1999 qu'environ 3,5 millions d'exemplaires du liage de tricot avaient été vendus et en 2008, le nombre était d'environ 5 millions et le nombre de pulls qui ont été tricotés sur la base de ce modèle peut être plus important. Elle a estimé en 2011 qu'elle avait vendu plus de cinq millions d'exemplaires du motif dans une variété de combinaisons de couleurs,.